# Akadimía Plátonos
Pour les articles homonymes, voir Académie de Platon (homonymie) et Plátonos.
Akadimía Plátonos (en grec moderne : Ακαδημία Πλάτωνος), en français : Académie de Platon, est un quartier d'Athènes, en Grèce. Il a pour origine, l'école fondée par Platon :  l'Académie de Platon (387 av. J.-C).